# Benedikt I. von Ahlefeldt (Haseldorf)
Benedikt (Bendix) von Ahlefeldt (* vor 1543; † 1586) war Erbherr auf Haseldorf und Träger des Dannebrog-Ordens und des Elefanten-Ordens.

## Leben

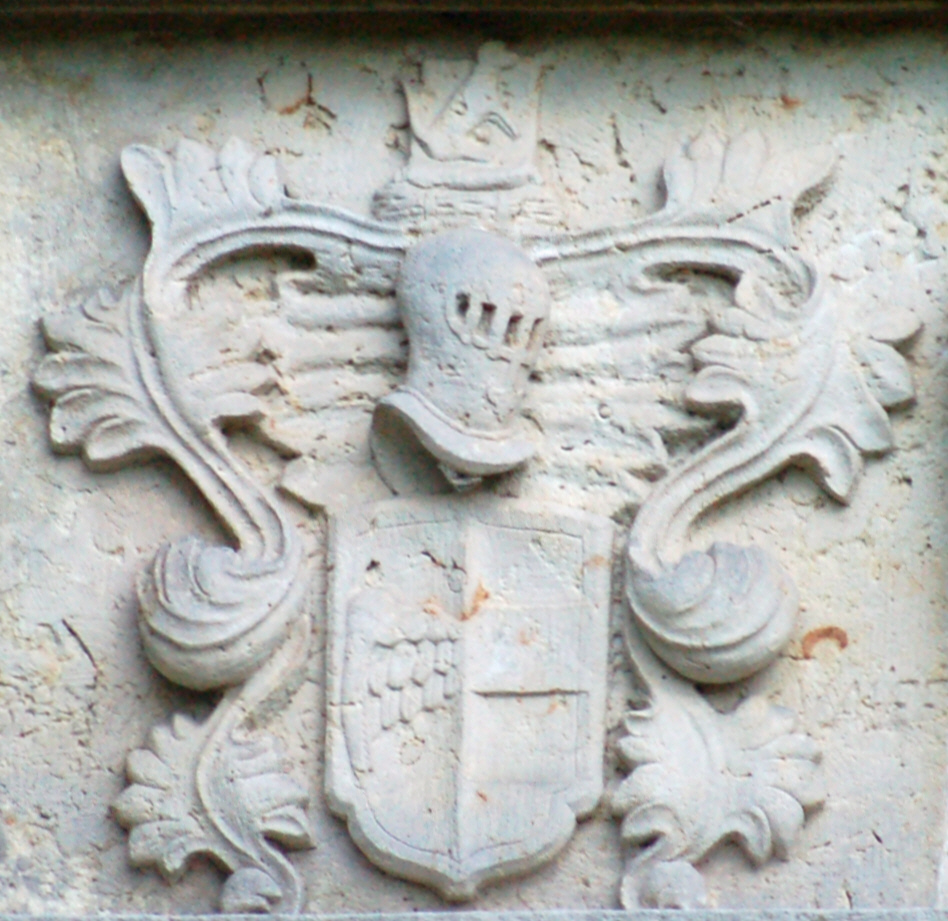
Wappen von Benedikt von Ahlefeldt an der Ostwand von St. Gabriel in Haseldorf

Bendix von Ahlefeldt war der älteste Sohn von Friedrich von Ahlefeldt († 1543) und war Erbherr auf Haseldorf. Im Jahre 1559 war er königlicher Kriegs-Commissair bei dem Zuge gegen die Ditmarscher. 1560 begleitete er mit noch 39 holsteinischen Edelleuten den Herzog Adolph nach England zum Besuch bei der Königin Elisabeth. Im Jahre 1562 ließ er sich mit Gosche von Ahlefeldt zusammen in Wittenberg unter die Zahl der dort Studierenden aufnehmen. 
1564 kehrte er zurück und wurde Rat des Herzogs Adolph von Gottorp und arbeitete als solcher an der neuen Landgerichtsordnung, die 1573 in Hamburg in gedruckter Fassung erschien. Im Jahre 1571 wurde er Propst von Kloster Preetz. 1575 und 1576 war er Bevollmächtigter des Herzogs in der Kommission zur Beilegung der Grenzstreitigkeiten zwischen dem König und dem Herzog Hans dem Älteren. In dieser wurden die genauen Grenzen zwischen dem Herzogtum Schleswig und Jütland festgelegt. Im Namen des Herzogs erhielt er am 3. Mai 1580 den Elefanten-Orden. 
Am 19. September 1581 brachte er nach dem Ableben des Herzogs Johann dem Älteren den Erbteilungsvertrag zwischen dem König und dem Herzog Adolph in Flensburg zu Stande. Aus Kummer über den Tod seines ältesten Sohnes Friedrich († 1586) starb er im Jahr 1586. Seine Gemahlin war Emerentia von Brockdorff, die Tochter von Detlev von Brockdorff, Herr auf Gaartz, Windebye, Bosenhof, Burow und Mannhagen und der Margaretha von der Wisch aus dem Hause Ascheberg. Zusammen hatten sie sieben Kinder.